# فرانک کلفنر
فرانک کلفنر (انگلیسی: Frank Kleffner؛ ‏ ۱۰ اکتبر ۱۹۲۵ – ۱۲ ژوئن ۲۰۱۵) آسیب‌شناس اهل ایالات متحده آمریکا و استاد دانشگاه واشینگتن در سنت لوئیس بود که بابت مشارکت‌های علمی مهمش در حوزهٔ آسیب‌های گفتاری و شنوایی شهرت دارد. نام او امروزه در سندرم لاندو-کلفنر ماندگار شده است. وی از سال ۱۹۷۶ تا زمان بازنشستگی رئیس مؤسسهٔ گفتاردرمانی ویچیتا، کانزاس بود. امروزه جایزه‌ای به نام او برای مشارکت‌های برجسته در زمینهٔ گفتاردرمانی اهدا می‌شود.